# Xi Zhongxun
Xi Zhongxun (习仲勋S, Xí ZhòngxūnP; Contea di Fuping, 15 ottobre 1913 – Pechino, 24 maggio 2002) è stato un rivoluzionario e politico cinese che ha avuto un ruolo significativo nella storia della Repubblica Popolare Cinese.
È stato il primo Segretario generale del Consiglio di Stato dal 1953 al 1965, Vice primo ministro del Consiglio di Stato dal 1959 al 1965, Segretario del Partito Comunista del Guangdong dal 1978 al 1980 e Vicepresidente del Comitato permanente dell'Assemblea nazionale del popolo dal 1980 al 1983 e nuovamente dal 1988 al 1993. È stato anche il padre di Xi Jinping, l'attuale Presidente della Repubblica Popolare Cinese.
Riconosciuto come una figura chiave sia nella prima che nella seconda generazione della leadership cinese, Xi ha svolto un ruolo fondamentale nella rivoluzione comunista cinese e nello sviluppo della Repubblica Popolare. I suoi contributi spaziavano dalla creazione di basi di guerriglia comunista nella Cina nord-occidentale negli anni '30 alla liberalizzazione economica pionieristica nella Cina meridionale negli anni '80. Noto per la sua moderazione politica, Xi ha sopportato numerose epurazioni e periodi di prigionia nel corso della sua carriera, pur rimanendo un fermo sostenitore delle riforme e di una governance pragmatica.

## Primi anni di vita e istruzione
Xi nacque il 15 ottobre 1913, in una famiglia di proprietari terrieri, nella contea rurale di Fuping , nello Shaanxi .  I suoi genitori, Xi Zongde e Chai Caihua, morirono quando era adolescente.  Entrò a far parte della Lega della Gioventù Comunista Cinese nel maggio 1926 e prese parte alle manifestazioni studentesche nella primavera del 1928, per le quali fu imprigionato dalle autorità nazionaliste al potere .  In prigione, si unì al Partito Comunista Cinese (PCC) nel 1928.

## Carriera

### Armata Rossa
Nel 1930, Xi fu nominato dal partito per lavorare nel Guominjun sotto Yang Hucheng. Nel marzo 1932, guidò una rivolta senza successo all'interno di quell'esercito a Liangdang, Gansu. Successivamente, si unì alla guerriglia comunista a nord del fiume Wei. Nel marzo 1933, si unì a Liu Zhidan e ad altri nella fondazione dell'area sovietica della regione di confine dello Shaanxi-Gansu (Shaangan) e divenne il presidente del governo dell'area sovietica mentre guidava la guerriglia nella resistenza alle incursioni nazionaliste e nell'espansione dell'area sovietica. All'inizio del 1935, le aree sovietiche di confine dello Shaanxi-Gansu e dello Shaanxi settentrionale si unirono per formare l'area di base rivoluzionaria del nord-ovest e Xi divenne uno dei leader dell'area di base. Ma nel settembre del 1935, lui insieme a Liu Zhidan e Gao Gang furono incarcerati durante una campagna di rettifica di sinistra all'interno del partito. Secondo il suo stesso racconto, era a quattro giorni dall'essere giustiziato quando il presidente del PCC Mao Zedong arrivò sulla scena e ordinò il rilascio di Xi e dei suoi compagni. La base di guerriglia di Xi nel Nord-ovest diede rifugio a Mao Zedong e al centro del partito e permise loro di porre fine alla Lunga marcia. Si dice che la "Base d'Area Rivoluzionaria del Nord-ovest" di Xi salvò il Centro del Partito e il Centro del Partito salvò i rivoluzionari del Nord-ovest". La base d'Area divenne infine il Soviet di Yan'an, il quartier generale del movimento comunista cinese fino al 1947.

### Guerra sino-giapponese
Durante la seconda guerra sino-giapponese, Xi rimase nel Soviet di Yan'an per gestire gli affari civili e militari, incrementare la produzione economica all'interno del Soviet e attuare le politiche del partito.  Era noto per aver valutato le politiche basandosi su valutazioni empiriche e per aver resistito all'estremismo "di sinistra" nell'attuazione delle direttive del partito.  Al 7° Congresso Nazionale del Partito Comunista Cinese nell'agosto 1945, fu nominato membro supplente del Comitato Centrale e divenne vicedirettore del dipartimento organizzativo del partito, incaricato di prendere decisioni sul personale.  Mentre la seconda guerra mondiale in Cina stava volgendo al termine, respinse un attacco nazionalista al Soviet di Yan'an a Futaishan e aiutò la fuga della 359a Brigata di Wang Zhen dalle pianure della Cina settentrionale .

### Guerra civile cinese e transizione postbellica
Con lo scoppio della guerra civile su vasta scala tra comunisti e nazionalisti all'inizio del 1947, Xi rimase nella Cina nord-occidentale per coordinare la protezione e poi la riconquista dell'area sovietica di Yan'an.  Come commissario politico, Xi e il comandante Zhang Zongxun sconfissero i nazionalisti a ovest di Yan'an nella battaglia di Xihuachi nel marzo 1947.  Dopo che Yan'an cadde sotto la pressione di Hu Zongnan il 19 marzo 1947, Xi lavorò nello staff di Peng Dehuai nelle battaglie per riconquistare Yan'an e catturare la Cina nord-occidentale .
Xi diresse il lavoro politico dell'Ufficio per gli affari politici e militari del Nord-ovest, che aveva il compito di portare il governo comunista nelle aree del Nord-ovest appena conquistate .  In questa veste, Xi era noto per le sue politiche moderate e per l'uso di mezzi non militari per pacificare le aree ribelli.
Xi a volte fu critico nei confronti del movimento per la riforma agraria ,  e fu un sostenitore della posizione della classe media contadina.  Con l'aumento della violenza nel 1948, Xi riferì che gli attivisti nel nord-ovest avevano a volte designato falsamente i proprietari terrieri e fomentato la lotta.  Nel 1952, Xi Zhongxun fermò la campagna di Wang Zhen e Deng Liqun per attuare la riforma agraria e la lotta di classe nelle regioni pastorali dello Xinjiang .  Xi, basandosi sull'esperienza nella Mongolia Interna, sconsigliò di assegnare etichette di classe e di condurre una lotta di classe tra i pastori, ma fu ignorato da Wang e Deng che diressero il sequestro del bestiame ai proprietari terrieri e delle terre alle autorità religiose.  Le politiche infiammarono i disordini sociali nello Xinjiang settentrionale pastorale, dove la rivolta di Ospan Batyr era appena stata sedata.  Con il supporto di Mao, Xi invertì le politiche, fece sollevare Wang Zhen dallo Xinjiang e rilasciò oltre mille pastori dalla prigione.
Nel luglio 1951, in seguito alla sconfitta degli eserciti della cricca Ma da parte dei comunisti nel Qinghai , i resti dei signori della guerra musulmani incitarono alla ribellione tra le tribù tibetane.  Tra coloro che presero le armi c'era il capo Xiang Qian della tribù Nganglha nel Qinghai orientale .  Mentre l'Esercito Popolare di Liberazione inviava truppe per sedare la rivolta, Xi Zhongxun sollecitò una soluzione politica.  Numerosi inviati, tra cui Geshe Sherab Gyatso e il Panchen Lama, andarono a negoziare.  Sebbene Xiang Qian avesse respinto dozzine di offerte e l'Esercito Popolare di Liberazione fosse riuscito a catturare i villaggi del capo, Xi continuò a perseguire una soluzione politica.  Liberò i membri delle tribù catturati, offrì condizioni generose a Xiang Qian e perdonò coloro che avevano preso parte alla rivolta.  Nel luglio 1952, Xiang Qian tornò dal nascondiglio in montagna, giurò fedeltà alla Repubblica Popolare e fu invitato da Xi a partecipare alla cerimonia di laurea del Nationalities College di Lanzhou.  Nel 1953, Xiang Qiang divenne il capo della contea di Jainca . Mao paragonò il trattamento abile di Xi verso Xiang Qian alla conciliazione di Zhuge Liang con Meng Huo nel Romanzo dei Tre Regni . [ citazione necessaria ]
Quando il 14° Dalai Lama visitò Pechino nel 1954 per diversi mesi di incontri politici e studi di cinese e marxismo, Xi trascorse del tempo con il leader tibetano, che ricordava con affetto Xi come "molto amichevole, relativamente aperto mentalmente, molto gentile".  Come regalo, il Dalai Lama diede a Xi un orologio Omega.  Quando il fratello del Dalai Lama visitò Pechino nei primi anni '80, Xi indossava ancora quell'orologio.

### Alte cariche a Pechino, epurazione
Nel settembre del 1952, Xi Zhongxun divenne capo del dipartimento di propaganda del partito e supervisionò le politiche culturali ed educative. All'ottavo congresso nazionale del Partito comunista cinese nel 1956, fu eletto membro del Comitato centrale del PCC. Nel 1959, divenne vice premier e lavorò sotto il premier Zhou Enlai nella direzione delle funzioni legislative e di ricerca politica del Consiglio di Stato.
Nel 1962, fu accusato da Kang Sheng di guidare una cricca anti-partito per aver sostenuto la biografia di Liu Zhidan, e purgato da tutte le posizioni di leadership.  La biografia, scritta da Li Jiantong (李建彤) per commemorare l'ex compagno di Xi che morì martire del partito nel 1936, fu accusata di essere un tentativo segreto di sovvertire il partito riabilitando Gao Gang, un altro ex compagno che era stato purgato nel 1954. Xi Zhongxun fu costretto a sottoporsi all'autocritica e nel 1965 fu declassato alla posizione di vicedirettore di una fabbrica di trattori a Luoyang. Durante la Rivoluzione Culturale, fu perseguitato, incarcerato e trascorse lunghi periodi di reclusione a Pechino. Riacquistò la libertà nel maggio 1975 e fu assegnato a un'altra fabbrica a Luoyang.

### In qualità di alto funzionario del Guangdong
Dopo la fine della Rivoluzione Culturale, Xi fu completamente riabilitato durante la Terza Sessione Plenaria dell'XI Comitato Centrale del PCC nel dicembre 1978.  Dal 1978 al 1981, ricoprì ruoli di leadership nella provincia del Guangdong , successivamente come secondo e poi primo segretario provinciale, governatore e commissario politico della regione militare del Guangdong.  Nel Guangdong, stabilizzò il governo provinciale e iniziò a liberalizzare l'economia.
Quando arrivò per la prima volta nel Guangdong, gli fu detto che il governo provinciale stava lottando da tempo per contenere l’esodo dei cinesi verso Hong Kong dal 1951.  A quel tempo, i salari giornalieri nel Guangdong erano in media di 0,70 yuan, circa 1/100 dei salari a Hong Kong.  Xi comprese la disparità negli standard di vita e chiese la liberalizzazione economica nel Guangdong.
Insieme a Yang Shangkun , che all'epoca era anche un funzionario chiave del Guangdong, Xi disse a Deng Xiaoping che il Guangdong avrebbe dovuto diventare una zona di dimostrazione nazionale per la riforma e l'apertura.  Negli incontri dell'aprile 1979, Xi convinse Deng a consentire al Guangdong di prendere le proprie decisioni sulla politica commerciale estera e di invitare investimenti stranieri a progetti in aree sperimentali lungo il confine provinciale con Hong Kong e Macao e a Shantou , che ha una grande diaspora estera.  Per quanto riguarda il nome delle aree sperimentali, Deng disse: "chiamiamole 'zone speciali', [dopotutto, la vostra] regione di confine Shaanxi-Gansu è nata come una 'zona speciale'".  Deng aggiunse: "Il governo centrale non ha fondi, ma possiamo darvi delle politiche favorevoli". Prendendo in prestito una frase dai loro giorni di guerriglia, Deng disse a Xi: "Devi trovare un modo, per combattere una via d'uscita sanguinosa".  Xi presentò una proposta formale sulla creazione di zone speciali, in seguito ribattezzate zone economiche speciali e nel luglio 1979, il centro del partito e il Consiglio di Stato approvarono la creazione delle prime quattro zone economiche speciali .

### Pensionamento
Nel 1981, Xi tornò a Pechino e fu eletto vicepresidente del Comitato permanente dell'Assemblea nazionale del popolo e ricoprì anche la carica di presidente del comitato per gli affari legali.  In questa veste, supervisionò la stesura di numerose leggi.  Nel settembre 1982, fu eletto al Politburo del PCC e al segretariato del PCC .  Nel 1987, Deng Xiaoping e il potente anziano Chen Yun erano insoddisfatti dell'inclinazione liberale di Hu Yaobang e convocarono una riunione per costringere Hu a dimettersi da Segretario generale del PCC. Xi fu l'unico a difendere Hu. Xi si ritirò dal servizio pubblico nel marzo 1993 e trascorse la maggior parte dei suoi anni di pensione a Shenzhen .
Xi Zhongxun partecipò al 50° anniversario della Repubblica Popolare Cinese a Pechino nell'ottobre 1999.

## Vita e morte personali
Nel 1936, Xi sposò Hao Mingzhu, nipote del combattente rivoluzionario Wu Daifeng, nello Shaanxi. L'unione durò fino al 1944 e la coppia ebbe tre figli: un maschio, Xi Fuping (noto anche come Xi Zhengning), e due femmine, Xi Heping e Xi Ganping.  Secondo i documenti ufficiali, Xi Heping morì durante la Rivoluzione Culturale a causa della persecuzione, il che, secondo gli storici, significa che molto probabilmente si suicidò sotto costrizione.  Si sa poco di Xi Ganping, tranne che era in pensione dal 2013 e appare regolarmente alle riunioni dei Principini . Xi Zhengning, nel frattempo, era un ricercatore presso il Ministero della Difesa, ma in seguito intraprese una carriera burocratica; morì nel 1998.
Nel 1944, Xi Zhongxun sposò Qi Xin , la sua seconda moglie, e ebbe quattro figli: Qi Qiaoqiao , Xi An'an, Xi Jinping e Xi Yuanping . Xi Jinping divenne Segretario Generale del Partito Comunista Cinese e Presidente della Commissione Militare Centrale , quindi leader supremo della Cina, dal 15 novembre 2012, ed è Presidente della Repubblica Popolare Cinese dal marzo 2013.
Xi Zhongxun morì il 24 maggio 2002. Al suo funerale e alla successiva cremazione presso il cimitero rivoluzionario di Babaoshan il 30 maggio parteciparono i leader del partito e dello stato, tra cui il presidente Jiang Zemin , il premier Zhu Rongji e il vicepresidente Hu Jintao . Le sue ceneri furono successivamente sepolte in un cimitero a lui intitolato nella contea di Fuping.
Il suo necrologio ufficiale lo descriveva come "un eccezionale rivoluzionario proletario", "un grande soldato comunista" e "uno dei principali fondatori e leader delle basi d'appoggio rivoluzionarie nella regione di confine tra Shaanxi e Gansu".